# 第31师团 (日本陆军)
第31师团（だいさんじゅういちしだん）是大日本帝國陸軍师团之一。

## 沿革
第31师团于1943年（昭和18年）3月22日在泰国的曼谷被组建，主要以第18师团的川口支隊（步兵第35旅团司令部以及步兵第124联队）和第13师团的步兵第58联队、第116师团的步兵第138联队、第40师团的山砲兵第40联队为主力组成，5月被编入第15軍作戰序列起兵前往缅甸。
在英帕尔战役中师团的战术目标是攻下英帕尔和迪马普尔之间的科希马，为抗议无法得到弹药和粮食的补给，在佐藤幸德师团长的带领下撤退至乌克鲁鲁在英帕尔战役之后，第31师团继续参加了伊洛瓦底会战（磐作战），之后继续后退，撤退到泰国境内后不久就迎来了战争的终结。

## 师团概要

### 师团幹部

#### 师团長
- 佐藤幸德（中將） 1943年（昭和18年）3月25日 - 1944年（昭和19年）7月5日
- 河田槌太郎（中将） 1944年（昭和19年）7月5日 - 終战

#### 步兵团長
- 宮崎繁三郎（少将）

#### 参謀長
- 加藤国治（上校）

### 隷下部隊

#### 英帕尔作战時
第31步兵团　　第138联队（中突進隊）　鳥飼恒男大佐

### 最終所属部隊
- 步兵第58联队（高田）：稲毛譲大佐
- 步兵第124联队（福岡）：福沢定和大佐
- 步兵第138联队（奈良）：鳥飼恒男大佐
- 山砲兵第31联队：大矢部省三大佐
- 工兵第31联队：鈴木孝大佐
- 輜重兵第31联队：野中久治大佐
- 第31师团通信隊：西村七男少佐
- 第31师团兵器勤務隊：船越帰一大尉
- 第31师团衛生隊：板谷明憲中佐
- 第31师团第1野战医院：渡部三郎軍医少佐
- 第31师团第2野战医院：守正道軍医少佐
- 第31师团第3野战医院：牧瀬忠正軍医少佐
- 第31师团防疫給水部：飯田荣一軍医少佐
- 第31师团病馬廠：角野千秋兽医中尉